# Hero Factory
Hero Factory es una línea de juguetes comercializada por LEGO dirigida al público de entre 7 y 16 años. La serie fue creada en 2010, tras la decisión de cancelar la serie Bionicle, Siendo también una secuela espiritual de esta. 

## Trama
En una galaxia distante, diferente a la nuestra, hay una ciudad futurista y tecnológica llamada "Ciudad Makuhero", hogar del Hero Factory (Fábrica de Héroes), lugar donde se construyen héroes robóticos para defender la galaxia de todo lo que la amenace. La historia se centra en el equipo Alfa 1 y sus misiones para detener a los más perversos villanos de la galaxia.
La serie cuenta con cinco historias: 
- El Ascenso de los Novatos (Rise of the Rookies) verano 2010
- Prueba de Fuego (Ordeal of Fire) invierno 2010/primavera 2011
- Planeta Salvage (Savage Planet) verano 2011
- Ruptura (Breakout)invierno 2011/ primavera y verano 2012
- Ataque de Cerebros (Brain Attack) invierno 2012/primavera y verano 2013
- Invasión desde abajo (Invasion from below) invierno 2013/primavera y verano 2014

## Personajes

### Héroes
- William Furno
- Preston Stormer
- Natalie Breez
- Mark Surge
- Dunkan Bulk
- Jimi Stringer
- Nathan Evo
- Julius Nex
- Daniel Rocka

### Villanos
- Von Nebula - Xplode, Rotor, Corroder, Meltdown, Thunder, Vapour
- Señor de Fuego (FireLord) - Nitroblast, Jetbuj, Drilldozer
- Doctor Witch - Fangz, Waspix, Scorpio, Raw-Jaw
- fantasma Negro (Black Phantom) - Toxic Reapa, Jawblade, Splitface, Speeda Demon, Voltix, TX4, Core Hunter, Thornraxx
- "Mente Maestra"/Fabrica de cerebros - Pyrox, Bruizer, Ogrum, Scarox

## Adaptaciones
La línea de juguetes ha tenido 2 adaptaciones. 
La primera es una línea de cómics y libros hechos por lego junto a DC comics en 2010, y Scholastic en 2012; en estos se muestran las aventuras del equipo alfa 1 combatiendo a los villanos.
La segunda es una serie de televisión transmitida por Nickelodeon en la que se muestra cómo trabajan los héroes para aprender a los villanos.
Universal Studios planea adquirir los derechos para hacer una película de acción real.